# Qin Lan
Qin Lan (n. 17 iulie 1979, Shenyang, Republica Populară Chineză)    este o actriță, fotomodel și cântăreață chineză. Ea este cunoscută pentru rolurile sale ca Împărăteasa Fuca în Story of Yanxi Palace, Zhihua în My Fair Princess III și Mo Xiangwan în We Are All Alone.

## Carieră
Qin a câștigat un Premiu de Aur la categoria Model de publicitate al Competiției Naționale pentru Nominați noi actori din 1999 (全国推新人大赛). În februarie 2003, când scriitoarea taiwaneză Chiung Yao și echipa ei țineau audiții la Beijing, Qin a fost selectată dintr-un grup de 200 de candidați pentru a interpreta un nou personaj, Chen Zhihua, în serialul de televiziune My Fair Princess III.
În 2013, a fost nominalizată pentru cea mai bună actriță în rol secundar la cea de-a 7-a ediție a premiilor de film asiatic pentru rolul împărătesei Lü Zhi din The Last Supper.
În 2015, Qin a început să lucreze ca producător. Pe lângă înființarea unui studio pentru a se ocupa de cariera ei de actorie, ea a înființat și o afacere pentru dezvoltarea de filme.
Până în 2017, Qin a produs cu succes două seriale de televiziune online.
Qin este cunoscută și pentru rolul ei ca împărăteasa Fucha în drama istorică de succes din 2018 Story of Yanxi Palace.
În 2020, Qin a jucat în drama We Are All Alone, jucând un agent cu voință de fier.
Qin a participat la serialul dramă de epocă „Legacy”, care va avea premiera exclusiv pe serviciul regional de streaming al WarnerMedia HBO Go la o dată nespecificată mai târziu în 2021. „Legacy” este o dramă care se desfășoară în anii 1920, care relatează viețile bogatei familii Yi și ale celor trei surori care se luptă pentru a moșteni afacerea cu mall-ul tatălui lor. Într-o perioadă de tulburări și incertitudine, cele trei surori își lasă deoparte diferențele pentru a menține afacerea pe linia de plutire și a-și salva familiile.

## Viața personală
Qin a absolvit Universitatea de Tehnologie Shenyang. Ea a avut o relație cu actorul  Huang Xiaoming din 2003 până în 2006.
În martie 2021, similar cu acțiunile majorității celebrităților chineze, Qin și-a anunțat public sprijinul pentru bumbacul din regiunea Xinjiang, după ce mai multe companii străine au anunțat că nu vor cumpăra bumbac din acetă regiune din cauza preocupărilor legate de munca forțată a uigurilor.